# Toyota Aygo
El Toyota Aygo és un cotxe urbà comercialitzat per Toyota principalment al mercat europeu entre 2005 i 2022 durant dues generacions. L'Aygo es va presentar per primera vegada al Saló Internacional de l'Automòbil de Ginebra de 2005. Va ser construït juntament amb el Citroën C1 i el Peugeot 107/108 a la empresa conjunta de Toyota Peugeot Citroën Automobile Czech (TPCA) a Kolín, República Txeca. La producció de l'Aygo va acabar el 2021 i el model va ser substituït pel crossover estil Aygo X.
El nom "Aygo" prové de "i-go", que simbolitza la llibertat i la mobilitat.